# الرحالة (المحابشة)

تعديل مصدري - تعديل

الّرحالة هي إحدى قرى عزلة حجر بمديرية المحابشة التابعة لمحافظة حجة، بلغ تعداد سكانها 446 نسمة حسب تعداد اليمن لعام 2004.